# Santa Clara (Nowy Meksyk)
Santa Clara – wieś w Stanach Zjednoczonych, w stanie Nowy Meksyk, w hrabstwie Grant.